# Ligusticopsis hispida
Ligusticopsis hispida är en flockblommig växtart som först beskrevs av Adrien René Franchet, och fick sitt nu gällande namn av Lavrova och Kljuykov. Ligusticopsis hispida ingår i släktet Ligusticopsis och familjen flockblommiga växter. Inga underarter finns listade i Catalogue of Life.